# Echium callithyrsum

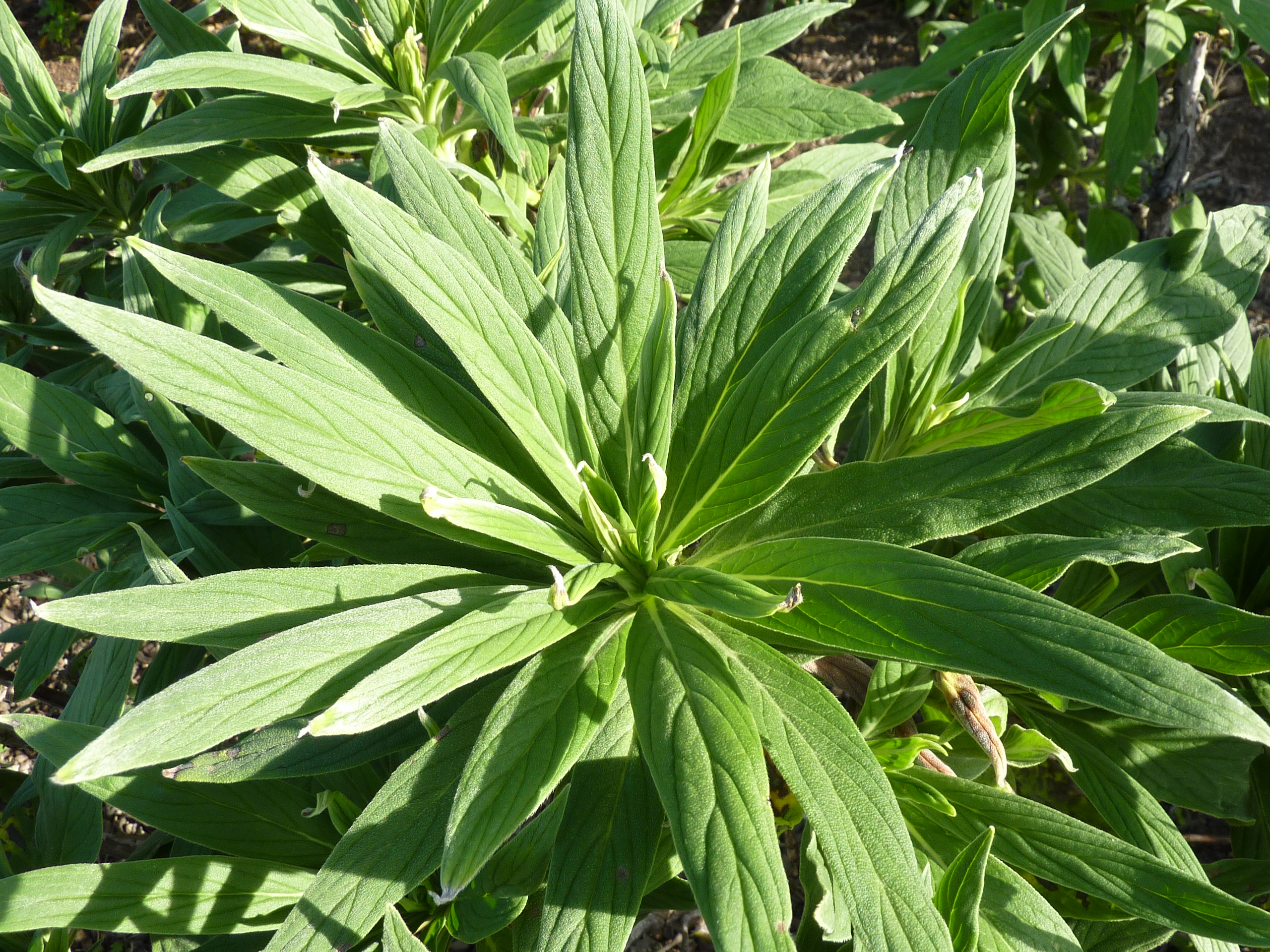
Detall de la roseta.

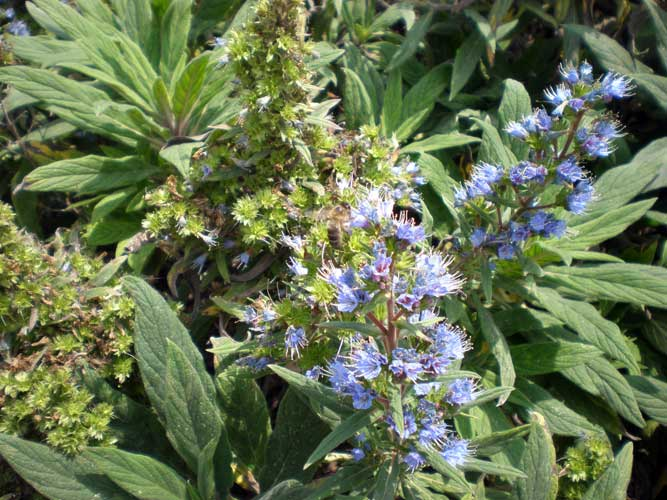
Detall de la planta en flor.

Echium callithyrsum és una espècie de planta herbàcia de la família de les boraginàcies. Com la majoria de les espècies del gènere Echium endèmiques de les illes Canàries, Echium callithyrsum és un arbust més o menys ramificat amb la inflorescència blanca, rosa i blava, i molt més discreta que la del seu parent de la zona del Teide. És una planta poc comuna que viu associada a les comunitats del bosc termòfil, un bosc de transició de vegetació esclerofil·le dominada per sabines i oliveres silvestres; però és més fàcil veure-la a les comunitats vegetals de laurisilva, un tipus de vegetació que trobem al vessant nord de l'illa, entre 600 i 1000 metres d'altitud.